# Charles Anthony
Charles Anthony (* 15. Juli 1929 in New Orleans, Louisiana; † 15. Februar 2012 in Tampa, Florida) war ein US-amerikanischer Opernsänger in der Stimmlage Tenor.

## Leben
Anthony wurde in New Orleans als Calogero Antonio Caruso als Sohn italienischer Einwanderer aus Sizilien geboren. Er studierte Musik an der Loyola University in New Orleans; dort war Dorothy Hulse seine Gesangslehrerin. 1951 schloss er sein Studium dort ab. Zu dieser Zeit wurde sein Name anglisiert zu Charles Anthony Caruso. Er ging dann für weitere Studien an das Opernstudio der Metropolitan Opera. 1952 gewann er den Gesangswettbewerb Auditions of the Air der Metropolitan Opera und erhielt ein Stipendium für seine weitere Ausbildung in Italien. Dort war er Schüler von Ricardo Picozzi und Giuseppe Ruisi. Rudolf Bing, der Direktor der Metropolitan Opera, hatte zuvor während des Wettbewerbs von ihm gefordert, seinen Namen zu ändern; Anthony nannte sich auf der Bühne fortan Charles Anthony.
1954 kehrte Anthony in die USA zurück und gab am 6. März 1954 sein Debüt an der Metropolitan Opera, als Narr in Boris Godunow. Während seiner fast 60 Jahre dauernden Karriere an der MET sang Anthony Rollen des lyrischen Tenorfachs sowie Partien für Spieltenor und Tenorbuffo.
Anthony stand von 1954 bis 2010 in insgesamt 2.928 Aufführungen auf der Bühne der MET; er sang 111 Rollen in 69 verschiedenen Opern. Damit übertraf er sogar den Rekord des russischen Baritons George Cehanovsky; dieser hatte zwischen 1926 und 1966 insgesamt in 2.394 Aufführungen an der MET gesungen. Anlässlich seines Rekords wurde Anthony am 17. Februar 1992 während einer Aufführung der Oper Rigoletto, in der er die Rolle des Höflings Borsa sang, öffentlich auf der Bühne der MET geehrt.
Zu seinen Hauptrollen als Lyrischer Tenor gehörten: Graf Almaviva in Der Barbier von Sevilla (1954, mit Roberta Peters als Partnerin), Nemorino in L’elisir d’amore, Ernesto in Don Pasquale, Don Ottavio in Don Giovanni (neben Herva Nelli als Donna Anna), Rodolfo in La Bohème und Andres in Wozzeck (1959). Als Buffotenor interpretierte er unter anderem David in Die Meistersinger von Nürnberg, Beppe in Der Bajazzo, Rodrigo in Otello (u. a. im Oktober 1987), Il tinca in Il tabarro (u. a. im Oktober 1989) sowie die Rollen der Minister Pang und Pong in Turandot. In dieser Oper sang er später auch noch den Kaiser Altoum. Im Alter von 66 Jahren nahm er diese Rolle neu in sein Repertoire auf.
Hauptsächlich sang Anthony  kleinere und mittlere Partien; er gehörte mit der Interpretation dieser Comprimario-Rollen zu den unentbehrlichen Stützen des Ensembles der Metropolitan Opera. Zu diesen Rollen gehörten unter anderem: der Richter in Un ballo in maschera (1955, beim MET-Debüt von Marian Anderson), Gastone in La traviata (1958, neben Maria Callas), Ruiz in Il trovatore (insgesamt in 141 Aufführungen; 1961 auch beim MET-Debüt von Leontyne Price), der Wirt in Der Rosenkavalier (insgesamt in 159 Aufführungen) und Spoletta in Tosca (in insgesamt 135 Aufführungen). Mit der letztgenannten Rolle feierte er am 6. März 2004 auch sein 50-jähriges Bühnenjubiläum an der MET. Am 28. Januar 2010 nahm er, im Alter von 80 Jahren, mit der Rolle des alten Kaisers Altoum in Turandot Abschied von der Bühne.
Anthony starb im Alter von 82 Jahren in seinem Haus in Tampa, Florida, an den Folgen eines Nierenversagens.

## Tondokumente
1956 und 1957 nahm Anthony Opernquerschnitte mit Auszügen aus Les contes d'Hoffmann, Pagliacci, La Périchole (mit Patrice Munsel und Theodor Uppman) und Don Pasquale (mit Salvatore Baccaloni) für den Metropolitan Opera Record Club auf. Die Aufnahmen erschienen später auch bei RCA.
1982 sang Anthony unter der musikalischen Leitung von James Levine die Rolle des Gastone in La Traviata für den Soundtrack der Opernverfilmung mit Teresa Stratas, Plácido Domingo und Cornell MacNeil. Diese Produktion wurde später auch auf DVD veröffentlicht. 1990 übernahm er die kleine Rolle des Boten in Aida, erneut unter der musikalischen Leitung von James Levine.
Charles Anthonys Stimme ist insbesondere durch zahlreiche Live-Aufnahmen und Live-Mitschnitte aus der MET überliefert; zahlreiche Aufführungen wurden auch im Fernsehen ausgestrahlt und später auf DVD veröffentlicht.